# Anatra Anadis
L'Anatra Anadis (in cirillico Анатра Анадис), citato anche come Anatra D.Is, fu un caccia monomotore biplano sviluppato dall'azienda russo imperiale Anatra negli anni dieci del XX secolo e rimasto allo stadio di prototipo.
Sviluppo del precedente Anatra DS da ricognizione, dal quale si distingueva principalmente per la mancanza dell'abitacolo riservato al secondo membro dell'equipaggio, per l'adozione prevista dell'armamento offensivo, e di una diversa motorizzazione pur se della medesima potenza, si intendeva proposto alla Imperatorskij voenno-vozdušnyj flot, la componente aerea dell'Esercito imperiale russo. Il suo controverso ruolo però ruota attorno alla possibilità che il progetto fosse stato elaborato per fuggire velocemente dal paese nel caso, cosa avvenuta effettivamente con la Rivoluzione d'ottobre, di sommosse popolari.
Il modello inoltre fu protagonista di uno dei primi voli a lungo raggio senza scalo della storia dell'aviazione.

## Storia del progetto
Con lo scoppio della Prima guerra mondiale ed il coinvolgimento dell'arma aerea nelle operazioni belliche, la necessità delle forze armate dell'Impero russo di disporre di un'adeguata flotta favorì la fondazione, su iniziativa dell'imprenditore Artur Antonovič Anatra (Артур Антонович Анатра) di una delle prime aziende aeronautiche del territorio zarista, l'Anatra con sede ad Odessa. Durante il conflitto, oltre alla costante produzione in serie di aerei da ricognizione destinati all'esercito della Russia imperiale, l'Anatra si cimentò anche nello sviluppo di un modello da caccia.
Dopo aver sviluppato, nel 1916, l'Anatra DS adatto alla ricognizione aerea, il suo progettista, il francese Elysée Alfred Descamps, decise di svilupparne un modello derivato caratterizzato dall'adozione di armamento offensivo azionabile dall'unico abitacolo a disposizione del pilota. L'impostazione rimase quasi inalterata, monomotore biplano a carrello fisso, così come gli ingombri, con misure molto simili che rendevano il modello insolitamente lungo per essere un monoposto, tuttavia la fusoliera presentava differenze strutturali, monoscocca realizzata in legno ricoperta in compensato, particolarmente raffinato aerodinamicamente. La sezione che nel DS era riservata al secondo abitacolo era ora occupata da un serbatoio di combustibile eccezionalmente capiente che consentiva al modello una notevole autonomia, 14 h, ben superiore ai pari ruolo sviluppati fino a quel momento. Venne inoltre abbandonato la precedente motorizzazione basata sul Salmson 9U, un radiale insolitamente raffreddato a liquido in grado di erogare 150 hp (112 kW) per un più convenzionale Hispano-Suiza di pari potenza.
La particolarità del modello fece sorgere comunque delle perplessità nell'ambiente, sostenendo che in realtà la fusoliera celasse sotto il sottile strato di tela trattata un secondo abitacolo già pronto e che tale impostazione fosse giustificata dal timore che Descamps, che stava lavorando a contratto, riponeva nella delicata situazione politica russa dove erano già presenti da tempo fermenti popolari e movimenti antizaristi. L'elevata autonomia ed il secondo posto destinato al fidato meccanico Robinet avrebbero permesso ai due di fuggire velocemente dal paese in caso di necessità e di ritornare in Francia.
Portato in volo per la prima volta il 23 ottobre 1916, il prototipo, identificato come Anadis (abbreviazione di Anatra Hispano-Suiza) dimostrò di essere in grado di raggiungere ottime prestazioni, grazie anche all'aerodinamica più efficace ed al suo peso inferiore di 120 kg rispetto al DS, con valori comparabili ai caccia di costruzione tedesco imperiale equipaggiati con motori sensibilmente più potenti.
Il presunto piano di fuga di Descamps non si concretizzò e l'Anadis rimase immagazzinato ed inutilizzato. Fu l'iniziativa del capitano pilota N. A. Makarov del settembre 1917 a riportare in volo il modello. Consapevole della sua elevatissima autonomia, Makarov propose infatti di utilizzare il velivolo per un raid aereo in rappresentanza del paese zarista che, sulla rotta Odessa - Salonicco - Roma - Marsiglia - Parigi per poi tornare nuovamente in Russia, avesse consentito di far visita alle truppe della Triplice intesa schierate in prima linea e le aziende aeronautiche dei paesi alleati per controllarne lo sviluppo tecnologico e valutare l'opportunità di acquistare nuovi modelli. Ottenuta l'autorizzazione e dopo le prove in volo del 14 ottobre zavorrato con 500 kg, Makarov iniziò il suo viaggio nel novembre di quell'anno ma un'avaria al motore lo costrinse ben presto ad effettuare un duro atterraggio di fortuna nei pressi della città di Iași che rese irreparabile l'Anadis. Benché non andato a buon fine questo fu uno dei primi voli a lungo raggio tentati a livello mondiale.

## Utilizzatori
Russia
- Imperatorskij voenno-vozdušnyj flot

impiegato a scopo di valutazione, non ebbe mai incarichi operativi.